# Palanycia
Palanycia (ukr. Паляниця) – broń użyta przez Siły Zbrojne Ukrainy po raz pierwszy w sierpniu 2024 roku w wojnie rosyjsko-ukraińskiej, po ponad dwóch latach od przekształcenia się jej w otwarty konflikt zbrojny.
Według pierwszych oficjalnych przekazów strony ukraińskiej i komentatorów wojskowych „Palanycia” jest nową klasą broni nazwaną „dronem rakietowym” (choć do jej napędu służy nie silnik rakietowy, tylko turboodrzutowy) łączącą cechy pocisków i dronów, która dzięki swej unikalnej konstrukcji i innowacyjnym parametrom technicznym może wykonywać zadania typowe dla obu kategorii broni. Na datę pierwszego bojowego użycia maszyny „Palanycia” wybrano 24 sierpnia 2024 r., dzień 33. rocznicy niepodległości Ukrainy.

## Pierwsze wdrożenie
Prace nad jej opracowaniem rozpoczęły się najprawdopodobniej w roku 2022. 24 sierpnia 2024 roku prezydent Ukrainy w swoim przemówieniu ogłosił, że „Palanycia” została z powodzeniem użyta przeciwko wrogiemu celowi wojskowemu, co dowodzi jej skuteczności w nowoczesnych warunkach bojowych. Nie wskazał jednak, jaki cel został tą bronią zaatakowany, choć spekuluje się, że mógł to być skład amunicji w rosyjskim Centrum Szkolenia Czołgów w Ostrogożsku (obwód woroneski), który skutecznie zaatakowany został w nocy z 23 na 24 sierpnia.
„Czysto ukraińska” nazwa – Palanycia – oznacza rodzaj tradycyjnego ukraińskiego chleba pszennego (w języku polskim nazywanym „palenica”), symbolizującego gościnność i szczęście, a także słońce. Podkreśla się, że różnice fonetyczne między jęz. rosyjskim i ukraińskim, uniemożliwiają Rosjanom wymówienie tego słowa w poprawny sposób do tego stopnia, że różnica ta pełniła rolę szyboletu w rosyjskiej inwazji na Ukrainę.
We wrześniu 2024 w The Kyiv Independent opublikowano informację, że Litwa zamierza przeznaczyć 10 milionów euro ($11 mln.) na zakup maszyn „Palanycia” dla Ukrainy.

## Opis i funkcje
„Palanycia” jest urządzeniem napędzanym silnikiem turboodrzutowym, i może wykonywać skomplikowane manewry, osiągać duże prędkości i precyzyjnie trafiać cele, jednocześnie pozostając trudna do wykrycia przez systemy obrony powietrznej przeciwnika. Zasięg wynosi ma wg niektórych informacji około 1,5 tys. km, inne źródła podają 600 lub 750 km, ale  Ołeksandr Musijenko (szef ukraińskiego Centrum Badań Wojskowo-Prawnych) twierdzi, że „Palanycia” ma zasięg około 400 km i zdolna jest przenieść głowicę bojową o masie kilkudziesięciu kilogramów.

## Perspektywy rozwoju
Wdrożenie drona „Palanycia” stanowi ważny krok w rozwoju ukraińskiej technologii obronnej i jest częścią szerszych działań mających na celu zwiększenie potencjału dronów na Ukrainie. Według ministra przemysłu strategicznego Ołeksandra Kamyszyna liczba takich maszyn ma wzrosnąć, podobnie jak liczba dronów uderzeniowych dalekiego zasięgu, co umożliwi skuteczną reakcję na współczesne zagrożenia i wyzwania.